# Мацинський Іван
Іван Миколайович Мацинський (9 квітня 1922, Меджилабірці — 14 березня 1987, Пряшів) — український поет, перекладач та видавець у Словаччині, вчений-культуролог, журналіст. Історик словацької літератури.
Громадський лідер українських поселень на Прящівщині.

## Біографія
Народився у містечку Меджилабірці на Східній Словаччині в родині залізничника. Навчався в Руській учительській семінарії у Пряшеві, Вищій школі суспільних наук у Празі та на філософському факультеті Університету ім. П.Шафарика у Пряшеві, який не закінчив –з останнього курсу з політичних мотивів був виключений.
Спочатку писав російською мовою, але під впливом української літератури перейшов на літературну українську мову.
Працював директором Українського національного театру, завідував Відділом української літератури Словацького педагогічного видавництва у Пряшеві. Був одним з організаторів україномовного журналу «Дукля» та Української секції Спілки письменників Словаччини, яку довший час очолював. Активно працював в громадсько-культурному житті українців Пряшівщини.

## Творчість
Автор шести поетичних збірок, прозових творів і наукових досліджень з карпатоукраїнської літератури, перекладів із словацької та чеської мов, Зокрема: автор збірок віршів «Білі хмари» (рос. м., 1949) «Наша мова» (укр. і рос., 1956), «Зимова ніч» (укр., 1961), «Карпатські акорди» (укр., 1962), «Вінки сонетів» (укр., 1986).
Його зусиллями видано найповнішу збірку перекладів творів провідного словацького поета-романтика Яна Ботта, яку високо оцінила українська критика, зокрема Григорій Кочур:
| ...Це майже повне видання Боттової поетичної спадщини (не ввійшли в нього, зрозуміло, нечисленні переклади Яна Ботта і ще з десяток віршів, що становлять менший інтерес). Повнотою та ретельністю відзначаються примітки. По-друге, вступна стаття - це щось зовсім виняткове. Досить сказати, що вона займає 230 сторінок. Отже, - ціла монографія, в якій ідеться про життя і творчість поета та, крім того, простежено весь шлях розвитку словацької літератури на широкому історико-культурному тлі, та ще й у контексті з літературами найближчих сусідів. ...Іван Мацинський справді-таки довершив літературний подвиг, зробивши приступною для українського читача Боттову поезію |

У 1966 році в Чехословаччині розпочався процес радикальних політичних та культурно-громадських реформ, кульмінацією яких була «Празька весна» 1968 року. З Праги ці реформи перекинулися на Пряшівщину, де їх провідним захисником і популяризатором став Мацинський. У 1970-80 роках І. Мацинський систематично й цілеспрямовано займався перекладами словацької поезії. На українську мову І. Мацинський переклав майже всю поетичну творчість чотирьох навизначніших представників словацької романтичної поезії — Яна Ботту, Сама Халупку, Янка Краля, Андрія Сладковича. В 1981—1989 роках було видано 4 книги їх вибраних поезій: «Досвітні ватри» (Пряшів, 1981), «Провесни сонячний неспокій» (Пряшів, 1984), «Орлами сизими підспіване» (Пряшів, 1987), «Вибрані твори» (Пряшів, 19889). Перу Мацинського-перекладача також належать книги класиків словацької поезії Сама Халупки «Провесни сонячний неспокій» (1984). Янка Краля «Орлами сизими проспіване» (1987), Андрея Сладковича «Вибране» (1989). Кращі наукові праці Мацинського: «Десять років професіональної сцени українського населення» (1958), «Буквар, що пережив дві інквізиції» (1965), монографії «Розмова сторіч» (1965), «Кінець 18 — 1 пол 19 ст. та життя і творчість Василя Довговича» (1985). Сюди також належать літературно-критичні дослідження словацьких поетів-романтиків, «Словник українських рим». Однією з проблем, яка постійно присутня у творчості Мацинського є проблема історичної національної спільності карпатських русинів-українців з українцями по той бік Карпат. На цю тему є його велика історична праця «Розмова сторіч»
Лауреат премії ім. Івана Франка.
УКРАЇНСЬКА МОВА (уривок)
```
   З “Кобзаря” - у світ вікно,
   із “Русалки Дністрової”
   ще й сьогодні п’єм вино.
   Дивна п’янкість браги тої
   стала любою давно,
   і Шевченко, і Шашкевич
   біля рідного села
   це не шепіт комишевий
   і не лепет кришталевий
   заростів та джерела.
```

```
   Це їх слово, слово, слово,
   що запліднює пісні:
   наче бджоли клопітні,
   ті слова в погожі дні
   облітають гарячково
   луки й обшири земні.
   Звідусюди чуть нові
   ще незнані співи досі,
   бо земля, хребти її -
   пелюстки в чудовій рожі.
```